# Marine nationale khmère
La Marine nationale khmère (en khmer : Hải quân Quốc gia Khmer - MNK), était la composante navale des Forces armées nationales khmères (FANK), l'armée officielle de la République khmère pendant la guerre civile cambodgienne entre 1970 et 1975.

## Historique
La Marine royale khmère a été officiellement créée le 1er mars 1954 pour assurer des patrouilles limitées du littoral maritime et des eaux territoriales du Cambodge, en surveillant la sécurité de ses principaux ports en eau profonde et de ses principales voies navigables. Le MRK a été formé avec une force initiale de seulement 600 officiers et hommes enrôlés placés sous l'autorité du capitaine de vaisseau Pierre Coedes, un officier de marine d'origine mixte franco-cambodgienne, qui a agi en tant que chef des opérations navales. Elle possédait une poignée de navires de la Seconde Guerre mondiale, des anciens navires de la marine française transférés au Cambodge à la fin de la guerre d'Indochine : vedettes de patrouille de fabrication française, véhicules de débarquement (LCVP) et Landing Craft Mechanized (LCM) de fabrication américaine. 

### Première phase d'expansion 1955-1964
S'inspirant de la composante navale et fluviale du Corps expéditionnaire français en Extrême-Orient (CEFEO), le MRK a reçu une formation, une assistance technique et matérielle principalement de la France et des États-Unis. Au début, le service naval cambodgien a continué de se développer rapidement sous les auspices français de 1955 à 1957. Une mission militaire française au Cambodge a aidé à rénover des installations portuaires et à en construire de nouvelles, a fourni une assistance technique et des programmes de formation, et a supervisé les livraisons de matériel. Le MRK a aussi commencé à recevoir une assistance supplémentaire du programme d'aide du Military Assistance Advisory Group (en) (US MAAG), établi depuis juin 1955 à Phnom Penh.
La base exiguë de Chrui Chhangwar a été modernisée et agrandie pour accueillir un nouveau quai conçu pour les navires fluviaux de grande taille et une École de formation navale, créée en janvier 1955 pour former les équipages des navires et d'autres personnels spécialisés. Le MRK n'avait pas d'Académie navale à l'époque, donc des Élèves Officiers de Marine khmers ont été envoyés en France, afin de suivre des cours avancés d'officier à l'Académie navale française de Brest.
Une nouvelle base navale côtière (la base navale de Ream ou RNB pour Ream Naval Base) a été construite à Ream dans la province de Kampot, près de la ville portuaire nouvellement construite de Sihanoukville (rebaptisée Kampong Som en 1970), équipée d'un quai flottant. La petite flotte de surface de la marine cambodgienne a été augmentée par l'ajout de quinze embarcations maritimes et fluviales d'origine britannique et américaine données par le gouvernement français. Dans le cadre du programme d'aide américain MAAG, la marine cambodgienne a reçu trois Landing Craft Support, quatre Landing Craft Utility (LCU), deux Combat Salvage Boats (CSB) armés de mitrailleuses lourde Browning M2 12,7 mm, cinq bateaux fluviaux LCM-8 (en) d'autres LCU et péniches de débarquement.

### Les années de neutralité 1964-1970
En novembre 1963, l'effectif du MRK était passé à 1 200 hommes et marins sous le commandement du capitaine des opérations navales, le capitaine Pierre Coedes, jusqu'en août 1969, date à laquelle il fut remplacé par le lieutenant-commander d'alors Vong Sarendy (en). Cependant, son expansion régulière a pris fin le 20 novembre 1963, lorsque le prince Norodom Sihanouk a annulé toute l'aide américaine en réponse au coup d'État contre le président Ngô Đình Diệm au Sud-Vietnam et le 15 janvier 1964, le programme d'aide américain MAAG a été suspendu lorsque Le Cambodge a adopté une politique de neutralité. Privée de tout soutien américain, la MRK a continué de s'appuyer sur la mission militaire française pour assurer à la fois une formation de base et technique vitale à son propre personnel naval, recevant par la suite une aide de la Chine et de la Yougoslavie. Entre 1965 et 1969, ces derniers pays ont livré trois canonnières de classe Yulin et deux torpilleurs TC-101 (rapidement devenu inutilisable en raison d'accidents et de catastrophes naturelles), tandis que la France a fourni un Landing Craft Tank (LCT) de classe EDIC III.
Comme pour les autres branches des FARK d'alors, les capacités militaires de la marine cambodgienne à la fin des années 1960 sont restées faibles et les missions qu'elles ont effectuées reflétaient celles d'une force de police fluviale ou de garde-côtes en temps de paix plutôt qu'une véritable marine. Par conséquent, les activités de MRK étaient limitées aux patrouilles intérieures sur la rivière Bassac, le Mékong et la rivière Tonlé Sap, tandis que les opérations en haute mer se limitaient à des patrouilles côtières de routine dans le golfe de Thaïlande.

### Organisation de la flotte avant 1970
L'effectif du MRK, en février 1970, était d'environ 1 600 hommes et marins sous le commandement du capitaine Vong Sarendy, qui dirigeait une petite flotte comprenant deux flottilles (une maritime et une fluviale) et un escadron d'entraînement :
- La Force de Patrouille Fluviale (FPF), dont le siège est à la base navale de Chrui Chhangwar, utilisait un Landing Craft Infantry comme canonnière de soutien fluvial, trois canonnières britanniques de défense portuaire, cinq LCT, un nombre non spécifié de LCM68 et de LCVP.
- La Force de Patrouille Marítime (FPM), à la base navale de Ream, utilisait un Landing Craft Infantry comme canonnière de soutien côtier, trois chasseur de sous-marin U.S. de classe PC-461, trois canonnières chinoises de classe Yulin, deux canots de sauvetage américains, un LCT de classe EDIC III français, trois remorqueurs légers américains, plus quelques péniches de débarquement LCM.
- L'Escadron d'Instruction, affecté à l'École d'entraînement naval de Chrui Chhangwar, avait quatre LCM et deux LCVP employés à des fins pédagogiques uniquement.

L'inventaire de la Marine comprenait également un petit nombre d'embarcations fluviales et maritimes américaines, thaïlandaises et sud-vietnamiennes saisies alors qu'elles s'égaraient sur le territoire cambodgien. Les navires capturés comprenaient un Monitor fluvial, une péniche de débarquement et deux LCVP provenant de la marine sud-vietnamienne : 239 plus deux hydroglisseurs Hurricane Aircat capturés aux Forces spéciales américaines par l'Armée populaire du Vietnam en septembre 1967 et un Landing Craft Utility de l'US Navy entré accidentellement dans les eaux cambodgiennes en juillet 1968 ; en outre, dix jonques de pêcheurs civils thaïlandais ont été appréhendées après avoir été rejetées à terre le long de la côte en raison des intempéries.
Les principales bases navales étaient situées dans la péninsule de Chrui Chhangwar, qui abritait le quartier général du MRK, l'école de formation navale et la flottille fluviale à l'extérieur de Phnom Penh et à Ream ; ce dernier servait non seulement de quartier général de la flottille de mer, mais aussi du Cambodian Marine Corps (en) comprenant quatre Bataillons de Fusiliers-Marins maintenus principalement pour la défense statique et un UDT formé en France de type nageur de combat employé dans les opérations de sauvetage, le franchissement d'obstacles et les démolitions sous-marines.

### Réorganisation 1970-1972
Re-désignée Marine Nationale Khmère (MNK) le 9 octobre 1970, la marine cambodgienne et sa flotte furent chargées d'escorter les convois de ravitaillement sur les couloirs inférieurs du Mékong-Bassac. Ces opérations ont été menées en collaboration avec la Khmer Air Force (en) (KAF), qui a commencé à fournir depuis le milieu de 1971 une couverture aérienne aux convois MNK avec leurs hélicoptères de combat Douglas AC-47 Spooky et plus tard les avions Helio AU-24 Stallion. En outre, la Marine a également fourni un soutien logistique (y compris le transport de troupes et l'évacuation des blessés) aux forces terrestres de la FANK. Mais peu de temps après le coup d'État de mars 1970, la mission militaire française suspendit toute coopération avec les forces armées cambodgiennes, privant ainsi le nouveau MNK d'une formation et d'une assistance technique vitales. Au cours de cette phase, le MNK a été aidé dans ses nouveaux rôles par la marine sud-vietnamienne, qui a assuré une protection étendue des convois à la navigation commerciale fluviale et a aidé à patrouiller le littoral cambodgien pour empêcher les tentatives d'infiltration nord-vietnamiennes.
Le MNK a subi un important programme de réorganisation à la fin de 1970, avec la création de deux zones opérationnelles : une Région fluviale (RegFlu) dont le siège est à Chrui Chhangwar et une Région maritime (RegMar) dont le siège est à Ream ; une Zone Spéciale du Mékong (ZSM), plus tard Zone Tactique 12, également situé à Chrui Chhangwar a été créé à la mi-1971 à la province de Kandal, située entre la capitale cambodgienne et la frontière sud-vietnamienne.
La Force de Patrouille Maritime et l'Escadron d'Instruction n'ont pas été touchés par ces changements, bien que la Force de Patrouille Fluviale ait été réorganisée en trois escadrons (Division de Patrouille Fluviale, Division d'Assaut) et Groupement de Soutien Logistique). Ces nouvelles formations, ainsi que les Bataillons d'Infanterie Navale, étaient sous le commandement direct du Commodore Vong Sarendy, qui à son tour relevait directement du chef d'état-major de la FANK pour les ordres opérationnels.
Étant donné que le MNK nouvellement restructuré avait acquis à la fin de 1971 suffisamment d'expérience pour commencer ses propres opérations d'escorte et de patrouille de combat, une expansion de ses moyens navals et de ses installations de soutien, ainsi que des établissements de formation a donc été jugée nécessaire. Les deux bases navales préexistantes ont été à nouveau améliorées, tandis que deux autres stations fluviales ont été établies dans le couloir inférieur du Mékong à Neak Leung et dans la capitale provinciale de Kampong Chhnang, sur la rivière Tonle Sap. Pour former les élèves-officiers, une École des officiers de marine a été créée à Chrui Chhangwar fin 1971, et un Centre d'Instruction, qui offrait des cours spécialisés pour les grades subalternes, a été mise en place à un kilomètre au sud de la capitale cambodgienne. Le siège de la MNK a été transféré de l'ancien navire La Payotte à Chrui Chhangwar à Phnom Penh, où il a été provisoirement affecté dans un bâtiment de la zone du Marché central de Phnom Penh avant de déménager la même année dans une installation permanente de l'ancien complexe de la Mission militaire française du Boulevard Norodom près de Wat Phnom.
En janvier 1972, le MNK était passé à 5 500 hommes, ce nombre comprenant 430 officiers, bien que seulement 23 d'entre eux aient le grade de lieutenant-commander ou plus, et ceux-ci montraient des signes de fatigue dus au surmenage. Pour atténuer ce problème, 14 officiers cambodgiens ont été envoyés aux États-Unis pour suivre des cours avancés dans diverses institutions de formation navale américaines. Huit étudiants ont fréquenté l'Académie navale d'Annapolis, tandis que deux officiers supérieurs sont allés au Naval War College et à la Navy Supply Corps School; quatre autres élèves ont fréquenté l'école de tactique des petits bateaux du Mare Island Naval Shipyard et au Centre d'opérations navales côtières en Californie.

### Défense portuaire et opérations spéciales
Après plusieurs attaques contre des navires marchands ancrés à la base navale de Chrui Chhangwar au début de 1972, le commandement du MNK a créé une unité de défense portuaire de taille régimentaire, les Commandos de Choc pour la surveillance des installations portuaires, équipées d'un assortiment d'armes légères soviétiques ou chinoises. Le 1er Bataillon de Commando de Choc et le 2e Bataillon de Commando de Choc, basés respectivement à Chrui Chhangwar et à Ream, ont été soutenus dans leurs fonctions par l'infanterie navale, qui effectuait des patrouilles actives sur les rives. Une unité SEAL formée aux États-Unis a été créée à la mi-1973, employée dans des missions de reconnaissance le long des rives du Mékong et comme troupes de choc lors d'opérations amphibies du Commandement des opérations amphibies.

### Commandement de la flotte
Imitant son organisation mère sud-vietnamienne, le Commandement de la marine cambodgienne a été placé sous l'autorité du chef des opérations navales du MNK, qui était responsable de l'état de préparation de tous les bateaux maritimes et fluviaux. Ila été remis au commandement de l'armée cambodgienne en février 1975. Sur le terrain, les deux commandants régionaux et de zone ont pris le contrôle de toutes les opérations navales ou amphibies sur leurs régions respectives, et les navires sous leur commandement opéraient à partir des ports intérieurs ou côtiers suivants :
- Région Maritime : Ream/Kampong Som/Krong Koh Kong/Krong Kep
- Région fluviale : Chrui Chhangwar/Kampong Chhnang/Kampong Cham
- Zone spéciale du Mékong ; Phnom Penh/Neak Leung

### Expansion 1973-1974
En 1970, la marine cambodgienne ne comptait que onze navires en état de fonctionnement, dont deux patrouilleurs vieillissants de classe PC-461, trois LSSL, un LSIL, un LCI, un LCT et quelques jonques de pêche armées pour patrouiller sur le littoral et ses voies navigables. Cette même année, sous les auspices du programme d'assistance de l'équipe de livraison d'équipement militaire au Cambodge (MEDTC), le MNK a commencé à recevoir un afflux de bateaux modernes de mer et fluviaux de fabrication américaine après que l'United States Navy ait dissous sa propre Mobile Riverine Force (brown-water Navy) au Vietnam, et a remis ses unités à ses alliés de l'Asie du Sud-Est sous la Vietnamisation politique. Les livraisons ont été accélérées en février 1972 et se sont poursuivies jusqu'en 1973, ce qui a permis au MNK de normaliser ses tables d'équipement sur les lignes américaines et de retirer progressivement certains de ses engins obsolètes, usés, ex-français et Bloc de l'Est, du service actif. Le MNK a également reçu une aide matérielle de la Marine royale thaïlandaise, sous la forme de neuf petits bateaux à moteur livrés en juillet 1971.
Initialement élargie en décembre 1973 à 13 000 à 14 000 personnes, la force militaire autorisée a finalement atteint en septembre 1974 un total de 16 500 hommes et femmes sous le commandement du chef des opérations navales Vong Sarendy, avec un tiers de son personnel affecté aux Marines. Les quelque 10 000 marins et matelots restants occupaient une impressionnante flotte de surface de 171 navires de divers types, bien que consistant principalement en patrouilleurs, côtiers et amphibies.

## Équipement

### Escorte et patrouille de combat
- 2 patrouilleurs de classe PC-461
- 3 LSSL
- 20 patrouilleurs côtiers (PCF/Inshore Mark Mk 1&2)
- 64 bateaux de patrouille fluviale (PBR Mk 1&2)
- 7 monitors (engins fluviaux lourdement armés)
- 1 Monitor équipé de lance-flammes
- 4 patrouilleurs ASPB
- 2 patrouilleurs / remorqueurs (YTL)

### Navires de transport de troupes, d'assaut amphibie et d'opérations logistiques
- 1 LCT de classe EDIC III
- 2 LSIL/LCI
- 4 LCU/YFU
- 18 transporteurs de troupes blindés
- 30 Landing Craft Mechanized et Landing Craft Utility
- 5 LCM-8
- 2 Landing Craft Vehicle Personnel

### Embarcation de soutien
- 2 bateaux de commandement et de communication
- 5 dragueurs de mines fluviaux
- 1 bateau de sauvetage de combat
- 3 remorqueurs

## Fin de la guerre en 1975 et après
Les pertes totales de la marine cambodgienne représentaient le quart de ses navires et 70 % de ses marins avaient été tués ou blessés au combat. Le reste du personnel de la MNK qui n'a pas pu quitter le Cambodge et n'avait d'autre choix que de se rendre. La plupart d'entre eux ont fini par être abattus par des pelotons d'exécution khmers rouges, leurs corps jetés dans des tombes peu profondes creusées dans des zones forestières proches des installations navales ; d'autres ont été envoyés pour être « rééduqués » dans des camps de travail (connus sous le nom de Killing Fields), où ils sont restés jusqu'à la guerre entre le Cambodge et le Viêt Nam de 1978-1979. 
Les Khmers rouges ont pu saisir intacts une partie de la flotte pour la marine du Kampuchéa démocratique (1975-1979) ; les autres navires maritimes et fluviaux ont été retrouvés endommagés de façon irréparable, coulés par le feu ennemi ou sabordés par leurs propres équipages. Au moins quatre « bateaux rapides » du NKLA avaient été perdus pendant l'incident du Mayagüez en mai 1975, sur lequel l'un des bateaux a été coulé par un avion de combat Lockheed AC-130 de l'United States Air Force. Malgré les problèmes d'entretien et les pénuries de pièces de rechange, les neuf patrouilleurs côtiers restants, les bateaux de patrouille fluviale ont été maintenus en service aux bases navales de Ream et Chrui Chhangwar jusqu'en février 1979, date à laquelle la NKLA a été neutralisée par l'Armée populaire vietnamienne.